# René Évalenko
René Evalenko, né à Bruxelles, le 31 août 1920, également décédé à Bruxelles, le 22 février 1980, est un résistant (membre du groupe G), directeur de la Banque nationale de Belgique, président du Directoire Charbonnier, directeur de l’Institut Émile Vandervelde.

## Biographie
Après des études secondaires à l’Athénée de Saint-Gilles, René Evalenko entame, en 1938, des études d'ingénieur commercial à l’école de commerce Solvay.

### Son action dans la résistance

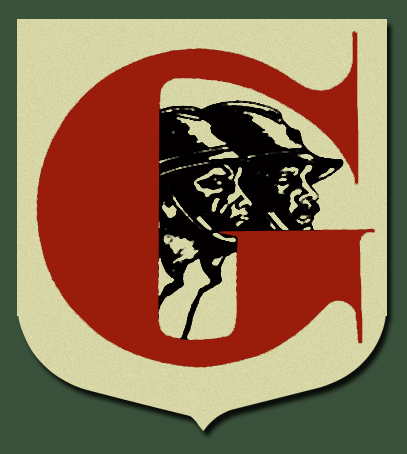
Écusson du Groupe G.

Président d'une association étudiante (le cercle Solvay), René Évalenko commence ses activités de résistance à l'occupation en organisant des cours clandestins à la suite de la fermeture de l'Université libre de Bruxelles en protestation contre la tentative de nomination par les autorités occupantes de professeurs non agréés par les facultés.
En 1943, René Évalenko est contacté par Jean Burgers, le dirigeant du groupe G (Groupe de sabotage) qui lui propose de reprendre la direction du service « Matériel » du groupe à la suite de l'exécution de Richard Altenhoff par l’occupant.

## Sources
- Neuman H, (1985), Avant qu’il ne soit trop tard. Portraits de résistants Altenhoff-Burgers-Ewalenko-Leclercq-Mahieu-Pineau-Vekemans-Wendelen- et les autres…, Paris, Gembloux, 183 p.
- Oosterlinck Kim, (2006), "René Ewalenko", in Nouvelle Biographie Nationale, volume 8, Bruxelles, Académie Royale des Sciences, des Lettres et des Beaux-Arts de Belgique, p. 135-136 .
- Ugeux W, (1978), Le groupe G, 1942-1944 : deux héros de la résistance : Jean Burgers et Robert Leclercq, Paris, Bruxelles, 235p.